# Scharfer Honig-Täubling
Der Scharfe Honig-Täubling  (Russula veternosa, Syn.: Russula schiffneri) ist ein Pilz aus der Familie der Täublingsverwandten. Er hat gelbe Lamellen und einen zweifarbigen Hut, mit gelblicher Mitte und rosa-rötlichem Rand. Der seltene Täubling riecht fruchtig und im Alter oft auch honigartig und wächst in kalkreichen Buchenwäldern.

## Merkmale

### Makroskopische Merkmale
Der Hut ist 6 bis 8, selten bis 10 cm breit und schon bald flach ausgebreitet und dann niedergedrückt. Beim jungen Pilz ist der Hut rosa oder fleischfarben, blasst aber in der Mitte hellocker aus, sodass der Hut typischerweise am Rand rosa-rötlich, manchmal fast weinrötlich gefärbt ist. In der Mitte ist er dann gelblich, blass ocker oder fast olivfarben. Der Rand ist lange Zeit glatt und erst im Alter leicht gerieft. Die Huthaut ist normalerweise glatt und glänzend und meist bis zur Mitte abziehbar.
Die ziemlich gedrängt stehenden, spröden Lamellen sind am Stiel schmal angewachsen oder fast frei und werden zum Rand hin breiter. Sie sind erst blass cremefarben und werden später gelblich und sind zuletzt fast dotterfarben. Das Sporenpulver ist hell gelb (IVb nach Romagnesi).
Der zylindrische Stiel ist 3 bis 5 cm lang und 1 bis 2 cm breit. Beim jungen Pilz ist er rein weiß und glatt, später dann grauocker und aderig-runzelig. Der Stiel ist zuerst weich, aber schon bald schwammig und im Alter oft hohl. Die Forma duriuscula bildet eine Ausnahme, sie hat deutlich festeres Fleisch.
Das Fleisch ist weiß oder sehr leicht grau gefärbt und riecht fruchtig oder pelagonienartig und erinnert an den Ockerblättrigen Zinnober-Täubling oder den Gallen-Täubling. Im Alter ist der Geruch ausgesprochen honigartig. Der Täubling ist durchschnittlich scharf, beim Kauen kann er an der Zungenspitze aber auch stechend scharf sein. Die Schärfe klingt aber schon bald ab. Die Form subdulcis hat einen fast milden Geschmack. Mit Guajak reagiert das Fleisch nur langsam und schwach.

### Mikroskopische Merkmale
Die fast kugeligen Sporen sind 9, selten bis 10 µm lang und 7,5 bis selten 8 µm breit und mit dornigen, isolierten Warzen besetzt. Die Zystiden sind stumpf oder appendikuliert und ansonsten wenig auffällig. Sie reagieren nur schwach mit Sulfovanillin. Die Basidien sind 32 bis 45 µm lang und 10 bis 11,5 µm breit und haben jeweils vier Sterigmen.
Die Pileozystiden sind 10 bis 12 µm breit, zylindrisch bis keulig und enden oft mit einer kurzen Endzelle. Manchmal sind die Abschnitte aber auch fast isodiametrisch. Die Huthauthphyen enthalten Vakuolenpigmente, aber keine Membranpigmente. Die Hyphen-Endzellen sind variable, 2 bis 3 (selten bis 5) µm breit und haben meist eine kurze, stumpf oder zitzenförmige Endzelle.

## Ökologie
Wie alle Täublinge ist der Scharfe Honig-Täubling ein Mykorrhizapilz, der mit verschiedenen Laubbäumen eine symbiotische Beziehung eingeht. Er bevorzugt dabei vor allem Rotbuchen, geht aber auch mit Eichen eine Partnerschaft ein. Man findet den Täubling daher vorwiegend in Rotbuchen- und Hainbuchen-Eichenwäldern auf sauren bis alkalischen, aber gern kalkreichen Böden. Die Fruchtkörper erscheinen zwischen August bis Anfang Oktober.

## Verbreitung

Europäische Länder mit Fundnachweisen des Scharfen Honig-Täublings.
Legende:
Länder mit Fundmeldungen
Länder ohne Nachweise
keine Daten
außereuropäische Länder

Der Scharfe Honig-Täubling ist eine Art der meridionalen und der gemäßigten Klimazone. Man findet den Täubling in Nordasien (Kaukasus), in Nordafrika (Marokko), Nordamerika (USA) und Europa.
In Deutschland kommt er unregelmäßig gestreut vom küstennahen Tief- über das mittel- und süddeutsche Hügelland bis in das untere Berg- und Voralpenland vor. Doch überall ist er selten oder sehr selten. In den meisten Bundesländern wird er in der Roten Liste in der Gefährdungskategorie 1 oder 2 aufgeführt oder er fehlt ganz.

## Systematik

### Infragenerische Systematik
Der Scharfe Honig-Täubling wird in die Untersektion Maculatinae (Urentinae) gestellt, einer Untersektion der Sektion Insidiosinae (Subgenus Insidiosula). Die Vertreter der Maculatinae haben meist gelbe, rote oder purpurrote Hüte. Sie schmecken scharf und haben ein gelbes Sporenpulver. Das Hutfleisch neigt zum Bräunen oder verfärbt sich rostbraun.

### Formen und Varietäten
- Russula veternosa f. duriuscula  (Romagn. & Le Gal ex) Bon

Ähnlich wie der Typus, aber der Hut ist oft über 10 (maximal 12) cm breit. Außerdem ist die Konsistenz fester und der Rand glatter. Die Farben sind verwaschener oder blasser und die Huthaut ist matter und erscheint fast samtig. Die Form hat einen festeren Stiel und festes und fast unveränderliches Fleisch. Die mikroskopischen und ökologischen Eigenschaften sind mehr oder weniger wie beim Typus.
- Russula veternosa f. schiffneri   Sing.

Früher als eigenständige Art angesehen, wird sie heute mit dem Scharfen Honig-Täubling synonymisiert. Russula schiffneri ist ein osteuropäisches Taxon aus dem Kaukasus, mit blasseren Farben. Die Fruchtkörper sind bräunlich-hautfarben, fleischig und fast geruchlos. Die Sporen werden bis zu 11 µm lang und 10 µm breit. Sie haben kräftigere, dornigere, bis zu 1,5 (maximal 2) µm hohe und manchmal hakige Warzen. Die unauffälligen Zystiden sind spindelförmig oder lose appendikuliert. Die Pileozystiden erinnern laut Romagnesi an die Cupreinae.

## Bedeutung
Als scharf schmeckender Täubling ist der Scharfe Honigtäubling, wie auch die anderen Vertreter aus der Untersektion Maculatinae, ungenießbar oder sogar leicht giftig.